# Anders Beling
Anders David Viktor Beling, född 11 januari 1932 i Sollentuna församling i Stockholms län, död 14 mars 2013 i Sofia församling i Stockholm, var en svensk skådespelare.
Han var son till häradshövdingen Gustaf Beling och Elsa Åberg samt morbror till Hanna Beling. Åren 1964–1967 var han gift med danskonstnären Greta Lindholm (född 1941) och 1974–1978 med Solveig Eriksson (född 1936). Anders Beling är begravd på Tierps kyrkogård.

## Filmografi
- 1965 – Flygplan saknas
- 1965 – Tillgripa våld
- 1968 – Jag, en oskuld
- 1968 – En dåres dagbok (kortfilm)
- 1971 – Lavforsen – by i Norrland
- 1996 – Augustitango (kortfilm)
- 1997 – Som om tiden stått still (kortfilm)

### Fotnoter
1. 1 2 3   Sveriges dödbok 1901–2013 Swedish death index 1901-2013 (Version 6.0). Solna: Sveriges släktforskarförbund. 2014. Libris 17007456. ISBN 9789187676642
2. ↑  ”Anders Beling”. Svensk Filmdatabas. http://sfi.se/sv/svensk-filmdatabas/Item/?type=PERSON&itemid=66969&ref=%2ftemplates%2fSwedishFilmSearchResult.aspx%3fid%3d1225%26epslanguage%3dsv%26searchword%3dAnders+Beling%26type%3dPerson%26match%3dBegin%26page%3d1%26prom%3dFalse. Läst 30 september 2012.
3. ↑  BELING, E GUSTAF, fd häradshövding, Eskilstuna i Vem är Vem? / Svealand utom Stor-Stockholm 1964 / s 56.
4. ↑  Szabad Carl, red (2002). Sveriges befolkning 1970 (Version 1.00). Stockholm: Sveriges släktforskarförb. Libris 8861349. ISBN 91-87676-31-1
5. ↑  Anders David Viktor Beling på Gravar.se